# Grootzeilval
Een grootzeilval, ook wel grote val, genoemd is de lijn waarmee het grootzeil op een zeilschip gehesen wordt. Dat wil zeggen bij een driehoekig zeil waarbij de smalle punt tot boven in de mast getrokken wordt. Beneden wordt de grootzeilval vastgezet op de nagelbank bij de mastvoet; een houten plank met daarin een aantal metalen pennen, ook wel korvijnagels genoemd. De andere zeilen hebben eigen vallen; de fokke- klauw- en piekval. De laatste twee zijn voor een gaffelgetuigd schip.